# Eriopoïdeus
Els eriopoïdeus (Eryopoidea) és un clade extint de tetràpodes temnospòndils que visqueren des de finals del període Carbonífer fins al període Permià. Es distribuïen en el que avui és Amèrica del Nord i Europa. Carroll (1998) inclou no menys de deu famílies, però Yates i Warren (2000) ho van substituir per un enfocament cladístic que inclou tres famílies estretament relacionades, els Eryopidae, Parioxyidae i Zatrachydidae. Defineixen els Eryopoidea com tots els membres d'Euskelia en què la choana és relativament arrodonida i la palpa ilíaca és vertical. Laurin i Steyer (2000) ofereixen una definició similar (sense anomenar específicament Euskelia).